# USS Harder (SS-257)
USS Harder (SS-257) là một tàu ngầm lớp Gato từng phục vụ cùng Hải quân Hoa Kỳ trong Chiến tranh Thế giới thứ hai. Nó là chiếc tàu chiến đầu tiên của Hải quân Hoa Kỳ được đặt cái tên này, theo tên loài cá đối Nam Phi. Nó đã phục vụ trong Thế chiến II, thực hiện tổng cộng sáu chuyến tuần tra, đánh chìm 16 tàu Nhật Bản bao gồm bốn tàu khu trục và hai tàu frigate với tổng tải trọng 54.002 tấn. Trong chuyến tuần tra cuối cùng, nó bị tàu khu trục đối phương thả mìn sâu đánh chìm tại vịnh Dasol, Luzon vào ngày 24 tháng 8, 1944, và bị tổn thất nhân mạng toàn bộ. Harder được tặng thưởng danh hiệu Đơn vị Tuyên dương Tổng thống cùng sáu Ngôi sao Chiến trận do thành tích phục vụ trong Thế Chiến II. Hạm trưởng chỉ huy của nó, Trung tá Hải quân Samuel D. Dealey (1906–1944), được truy tặng Huân chương Danh dự cùng với bốn lần được tặng thưởng Huân chương Chữ thập Hải quân trong cả cuộc đời binh nghiệp.

## Thiết kế và chế tạo
Lớp tàu ngầm Gato được thiết kế cho mục đích một tàu ngầm hạm đội nhằm có tốc độ trên mặt nước cao, tầm hoạt động xa và vũ khí mạnh để tháp tùng hạm đội chiến trận. Con tàu dài 311 ft 9 in (95,02 m) và có trọng lượng choán nước 1.525 tấn Anh (1.549 t) khi nổi và 2.424 tấn Anh (2.463 t) khi lặn. Chúng trang bị động cơ diesel dẫn động máy phát điện để cung cấp điện năng cho bốn động cơ điện, đạt được công suất 5.400 shp (4.000 kW) khi nổi và 2.740 shp (2.040 kW) khi lặn, cho phép đạt tốc độ tối đa 21 hải lý trên giờ (39 km/h) và 9 hải lý trên giờ (17 km/h) tương ứng. Tầm xa hoạt động là 11.000 hải lý (20.000 km) khi đi trên mặt nước ở tốc độ 10 hải lý trên giờ (19 km/h) và có thể hoạt động kéo dài đến 75 ngày và lặn được sâu tối đa 300 ft (90 m).
Lớp tàu ngầm Gato được trang bị mười ống phóng ngư lôi 21 in (530 mm), gồm sáu ống trước mũi và bốn ống phía phía đuôi tàu, chúng mang theo tối đa 24 quả ngư lôi. Vũ khí trên boong tàu gồm một hải pháo 3 inch/50 caliber, và thường được tăng cường một khẩu pháo phòng không Bofors 40 mm nòng đơn và một khẩu đội Oerlikon 20 mm nòng đôi, kèm theo súng máy .50 caliber và .30 caliber. Tiện nghi cho thủy thủ đoàn bao gồm điều hòa không khí, thực phẩm trữ lạnh, máy lọc nước, máy giặt và giường ngủ cho hầu hết mọi người, giúp họ chịu đựng cái nóng nhiệt đới tại Thái Bình Dương cùng những chuyến tuần tra kéo dài đến hai tháng rưỡi.
Harder được đặt lườn tại xưởng tàu của hãng Electric Boat Company ở Groton, Connecticut vào ngày 1 tháng 12, 1941. Nó được hạ thủy vào ngày 19 tháng 8, 1942, được đỡ đầu bởi cô Helen M. Shaforth, con gái Chuẩn đô đốc John M. Shaforth, và được cho nhập biên chế cùng Hải quân Hoa Kỳ vào ngày 2 tháng 12, 1942 dưới quyền chỉ huy của Hạm trưởng, Trung tá Hải quân Samuel David Dealey.

## Lịch sử hoạt động

### 1943

#### Chuyến tuần tra thứ nhất
Sau khi hoàn tất việc chạy thử máy huấn luyện tại các vùng biển ngoài khơi New London, Connecticut và Newport, Rhode Island, Harder chuẩn bị để được điều động sang khu vực Mặt trận Thái Bình Dương. Nó khởi hành từ Căn cứ Tàu ngầm Hải quân New London, băng qua kênh đào Panama để đi đến Trân Châu Cảng, rồi lên đường từ đây vào ngày 7 tháng 6, 1943 cho chuyến tuần tra đầu tiên dọc bờ biển Nhật Bản. Vào ngày 22 tháng 6, nó phát hiện một đoàn hai tàu vận tải đối phương qua radar, và phóng một loạt bốn quả ngư lôi đánh trúng tàu tiếp liệu thủy phi cơ Sagara Maru (7.189 tấn), khiến đối thủ bị hư hại nặng và phải tự mắc cạn để tránh bị đắm. Sagara Maru bị tàu ngầm Pompano (SS-181) phóng ngư lôi phá hủy mười một ngày sau đó. Harder quay trở về Midway vào ngày 7 tháng 7.

#### Chuyến tuần tra thứ hai
Trong chuyến tuần tra thứ hai từ ngày 24 tháng 8 đến ngày 8 tháng 10, Harder xuất phát từ Trân Châu Cảng và tiếp thêm nhiên liệu tại Midway trước khi hướng sang bờ biển Nhật Bản. Ngoài khơi đảo Honshū vào ngày 9 tháng 9, nó phóng ngư lôi đánh chìm tàu buôn Koyo Maru (3.010 tấn), rồi hai ngày sau đó đã tiếp tục đánh chìm tàu buôn Yoko Maru (1.050 tấn) bằng ba quả ngư lôi. Nó phát hiện thêm hai tàu buôn khác vào ngày 13 tháng 9, nhưng không thể tấn công vì bị máy bay đối phương truy lùng, và sau đó tàu tuần tra đối phương tiếp tục càn quét bằng mìn sâu trong suốt hai ngày tiếp theo khiến nó gần cạn ắc-quy dự trữ. Chiếc tàu ngầm tiếp tục phát hiện thêm mục tiêu vào ngày 19 tháng 9, đánh chìm tàu buôn Kachisan Maru (814 tấn), rồi chỉ bốn ngày sau đó, bất chấp thời tiết xấu, nó lại tiếp tục đánh chìm tàu buôn Kowa Maru (4.520 tấn) và tàu chở dầu Daishin Maru (5.878 tấn) ngoài khơi vịnh Nagoya. Tiêu phí hết số ngư lôi mang theo, nó bắt đầu quay trở về vào ngày 28 tháng 9, ghé đến Midway vào ngày 4 tháng 10 trước khi về đến Trân Châu Cảng.

#### Chuyến tuần tra thứ ba

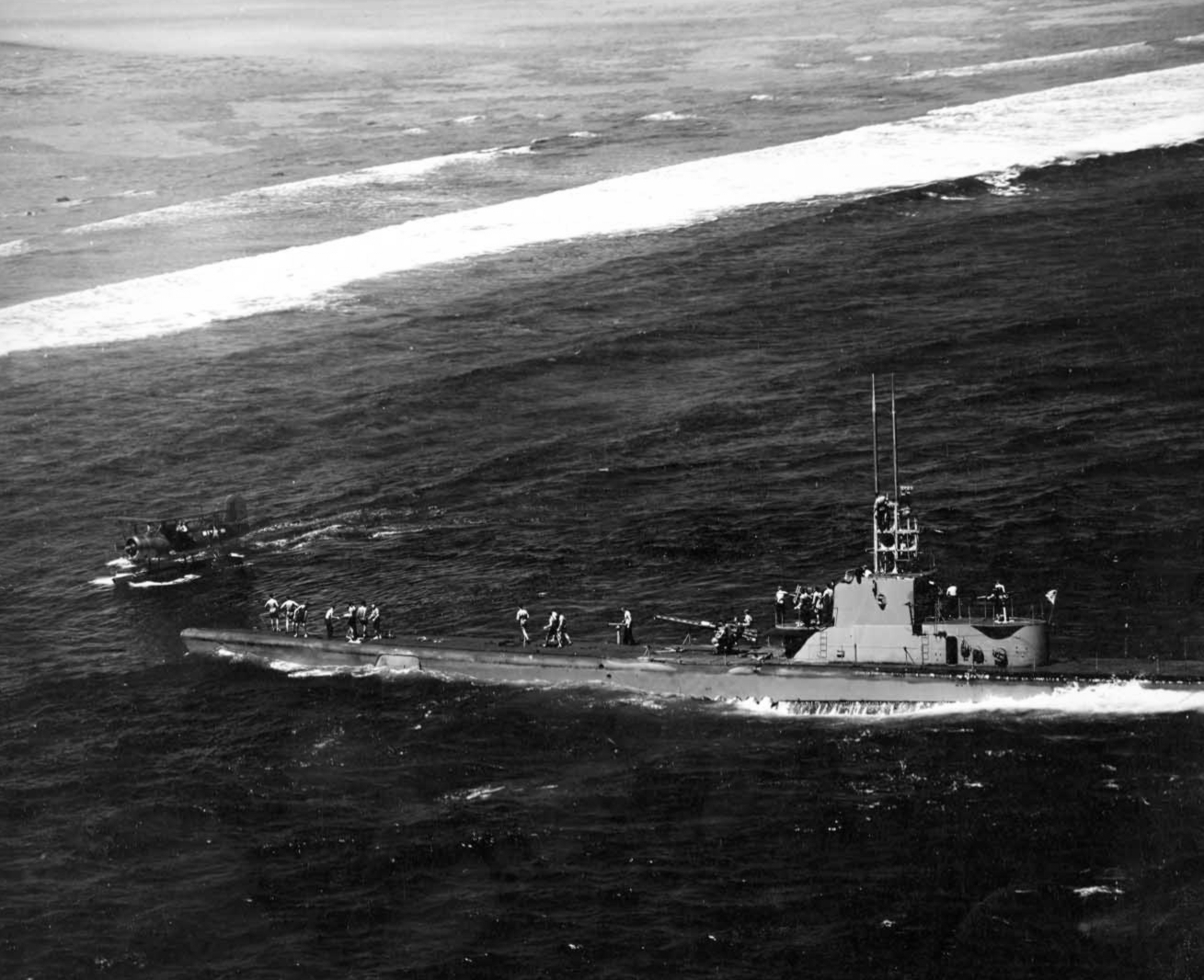
Harder đang giải cứu Thiếu úy phi công John R. Galvin ngoài khơi Woleai, ngày 1 tháng 4 năm 1944.

Trong chuyến tuần tra thứ ba, Harder hoạt động trong thành phần một đội tấn công phối hợp "Bầy sói" vốn bao gồm các tàu ngầm Snook (SS-279) và Pargo (SS-264). Đội tác chiến khởi hành vào ngày 30 tháng 10 để hướng sang khu vực quần đảo Mariana, và phát hiện mục tiêu đầu tiên vào ngày 12 tháng 11 là một tàu đánh cá vũ trang đã bị hư hại bởi mìn sâu của chính nó; Harder đã kết liễu đối phương bằng hải pháo khi trời tối rồi tiếp tục hướng đến Saipan. Phát hiện ba tàu buôn đối phương vào ngày 19 tháng 11, nó tránh được một tàu khu trục đối phương hộ tống trước khi lần lượt đánh chìm Udo Maru (3.936 tấn) và Hokko Maru (5.385 tấn), và gây hư hại cho chiếc thứ ba đồng thời lẫn tránh những đợt tấn công bằng mìn sâu của đối phương. Đến đêm, nó tiếp tục phóng hết số ngư lôi mang theo nhắm vào Nikkō Maru (5.949 tấn), nhưng nhiều quả ngư lôi đã chạy loạn xạ không trúng đích. Chiếc tàu buôn Nhật Bản tiếp tục nổi được cho đến khi thời tiết xấu khiến nó đắm vào ngày hôm sau. Harder quay trở về Trân Châu Cảng vào ngày 30 tháng 11, rồi đi đến Xưởng hải quân Mare Island tại vùng bờ Tây để được đại tu.

### 1944

#### Chuyến tuần tra thứ tư

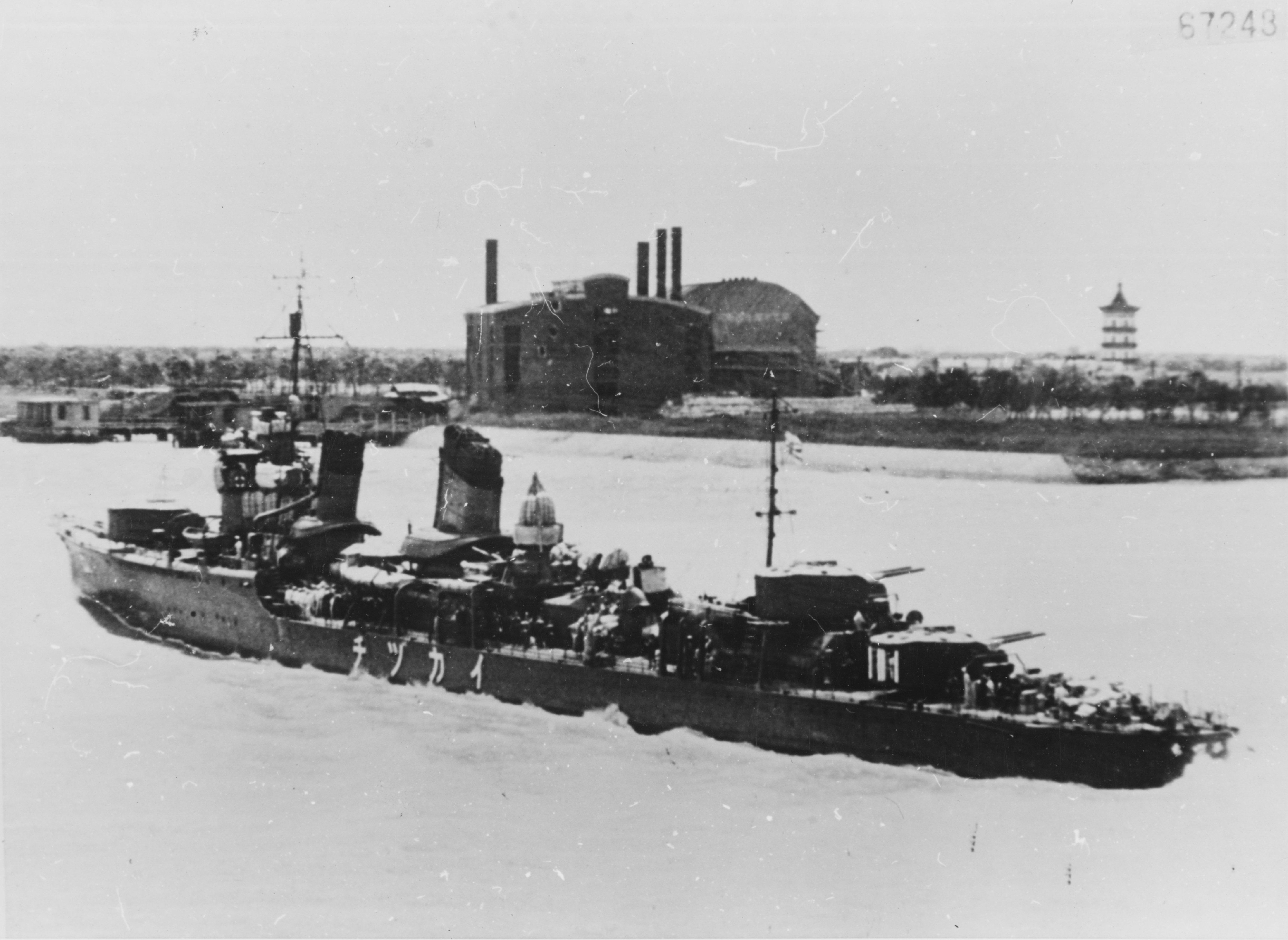
Tàu khu trục Ikazuchi ngoài khơi Trung Quốc, năm 1938

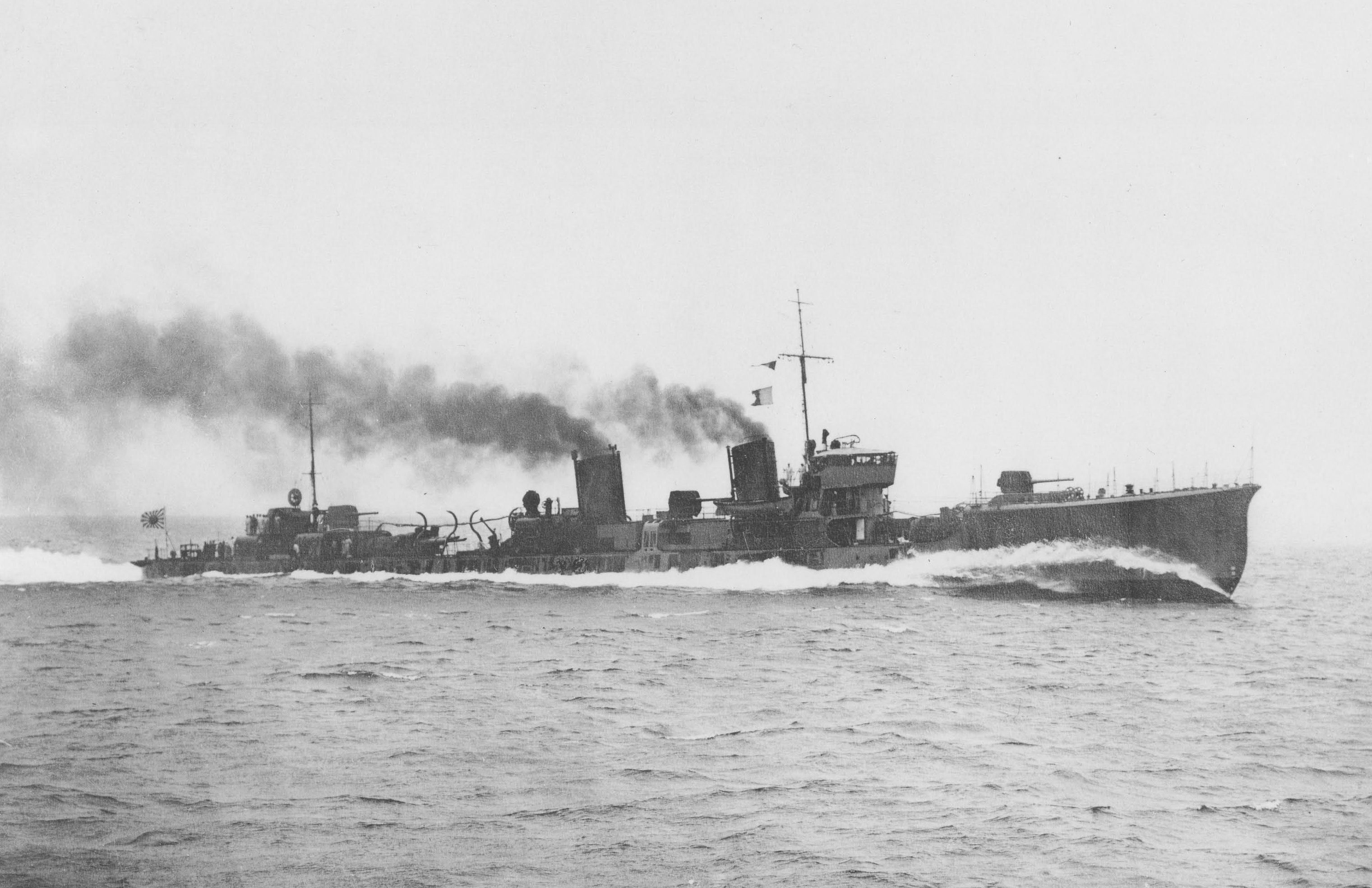
Tàu khu trục Minazuki vào năm 1927

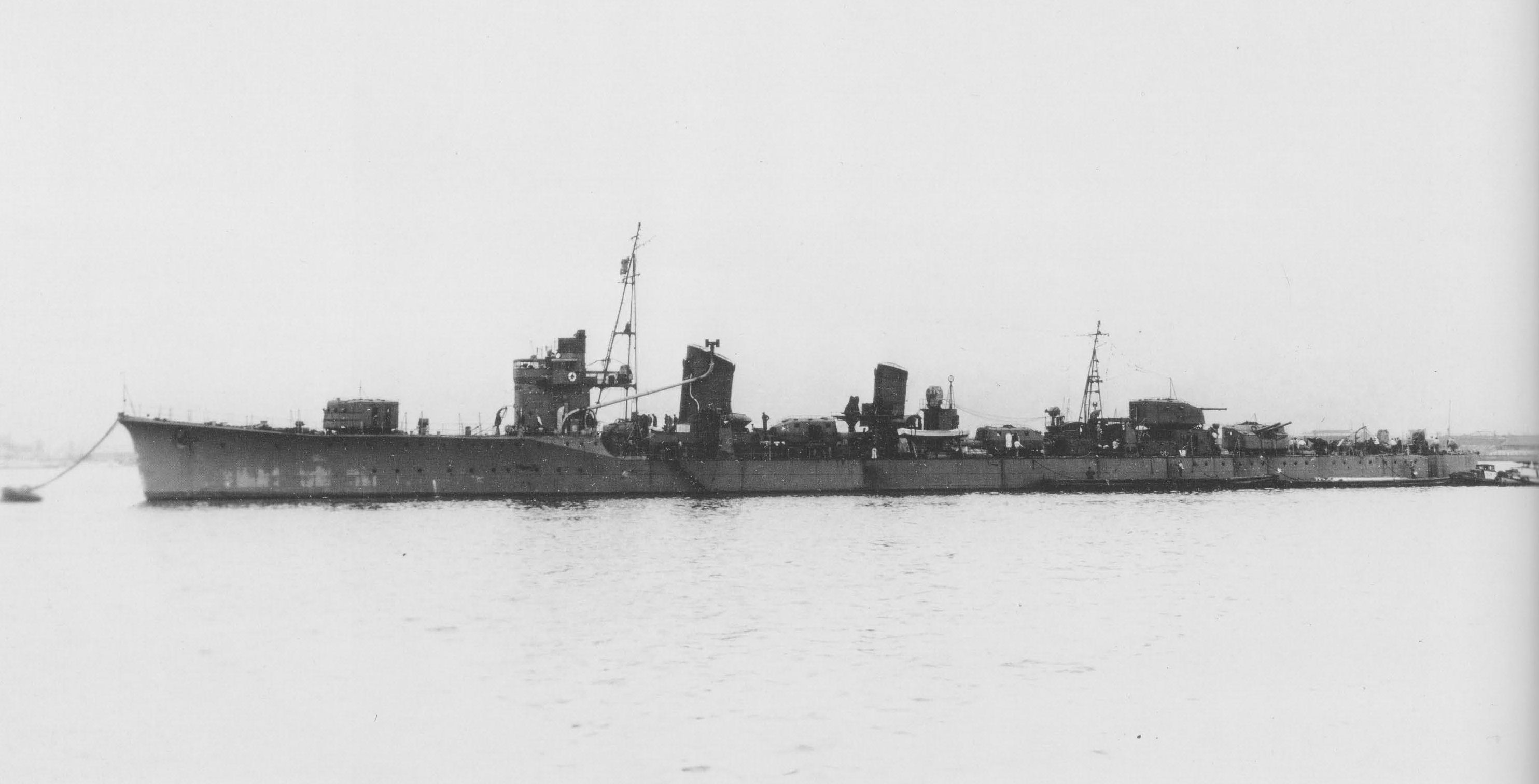
Tàu khu trục Tanikaze vào năm 1941

Hoàn thành công việc trong xưởng tàu, Harder quay trở lại Trân Châu Cảng vào ngày 27 tháng 2, 1944 rồi cùng tàu ngầm Seahorse (SS-304) lên đường vào ngày 16 tháng 3 cho chuyến tuần tra tiếp theo tại phía Tây khu vực quần đảo Caroline. Con tàu hoạt động tìm kiếm và giải cứu phục vụ cho chiến dịch không kích của các tàu sân bay xuống Woleai vào ngày 1 tháng 4. Sau khi có tin tức về một phi công bị thương rơi xuống một đảo nhỏ do đối phương kiểm soát về phía Tây Woleai, được sự hỗ trợ trên không, chiếc tàu ngầm đã ủi mũi lên rạn san hô gần bờ biển và phái một đội đổ bộ dùng xuồng đến giải cứu viên phi công. Khi hoàn thành nhiệm vụ, nó rút lui ra vùng biển sâu an toàn.
Đến ngày 13 tháng 4, một máy bay tuần tra phát hiện Harder tại khu vực Bắc của phía Tây quần đảo Caroline và báo cáo vị trí của nó cho tàu khu trục Ikazuchi đang tuần tra ở vùng lân cận. Khi đối phương áp sát ở khoảng cách 900 yd (820 m), chiếc tàu ngầm phóng một loạt ngư lôi, đánh chìm Ikazuchi chỉ trong vòng năm phút. Bốn ngày sau đó, nó phát hiện một tàu buôn được các tàu khu trục hộ tống; và với bốn quả ngư lôi nó đã đánh chìm Matsue Maru (7.061 tấn) và gây hư hại cho một trong các tàu hộ tống. Quay trở lại khu vực Woleai, nó trồi lên mặt nước dưới sự che khuất của một cơn mưa giông để bắn phá bờ biển vào sáng ngày 20 tháng 4, rồi kết thúc chuyến tuần tra khi về đến căn cứ Fremantle, Australia vào ngày 3 tháng 5.

#### Chuyến tuần tra thứ năm
Khởi hành từ Fremantle vào ngày 26 tháng 5, Harder cùng với tàu ngầm chị em Redfin (SS-272) hướng sang vùng biển Celebes để trinh sát khu vực thả neo Tawi-Tawi. Đi đến eo biển Sibutu giữa Tawi-Tawi và Bắc Borneo vào ngày 6 tháng 6, nó bắt gặp ba tàu chở dầu được hai tàu khu trục hộ tống. Đang khi theo dõi đoàn tàu, nó bị phát hiện do ánh trăng chiếc sáng và một tàu khu trục hộ tống đã áp sát để tấn công. Harder lặn xuống và phóng một loạt ba quả ngư lôi vào đối thủ ở khoảng cách 1.100 yd (1.000 m), đánh trúng và khiến cho chiếc Minazuki bị nổ tung và đắm chỉ trong vòng năm phút. Nó tiếp tục tấn công chiếc tàu khu trục thứ hai nhưng không có kết quả, và sau đó phải lặn sâu để né tránh phản công bằng mìn sâu của đối phương, trong khi các tàu vận tải chạy thoát. 
Sáng hôm sau, một máy bay tuần tra phát hiện Harder, và một tàu khu trục đối phương xuất hiện không lâu sau đó để truy tìm nó. Chiếc tàu ngầm lại chủ động tấn công khi đối phương tiếp cận, phóng ba quả ngư lôi ở tầm gần và trúng vào phía giữa tàu chiếc Hayanami; hầm đạn của tàu đối phương nổ tung khiến Hayanami đắm chỉ trong vòng một phút. Sau khi lặn xuống né tránh sự truy đuổi phản công, chiếc tàu ngầm băng qua eo biển Sibutu lúc trời tối để đi sang vùng bờ biển Tây Bắc Borneo. Tại đây nó đón lên tàu sáu trinh sát viên duyên hải người Australia trong đêm 8 tháng 6, trước khi quay ngược trở lại eo biển Sibutu. Chiều tối hôm đó, hai tàu khu trục đối phương tuần tra tại khoảng hẹp nhất của eo biển, chỉ cách Tawi-Tawi vài dặm; nó lặn xuống để tiếp cận và phóng bốn quả ngư lôi ở khoảng cách 1.000 yd (900 m) vào khoảng tiếp giáp hai mục tiêu. Quả ngư lôi thứ hai và thứ ba đã đánh trúng Tanikaze khiến nó đắm hầu như ngay lập tức, và quả ngư lôi thứ tư đánh trúng chiếc còn lại. Nó phải lặn sâu để né tránh sự truy lùng trả đủa của máy bay đối phương, rồi đi đến vị trí phía Nam Tawi-Tawi để tiếp tục trinh sát.
Đến xế trưa ngày 10 tháng 6, khi đang lặn ở độ sâu kính tiềm vọng, Harder trông thấy một lực lượng đặc nhiệm Nhật Bản, bao gồm ba thiết giáp hạm và bốn tàu tuần dương, được các tàu khu trục hộ tống bảo vệ. Một máy bay tuần tra phát hiện chiếc tàu ngầm, nên một tàu hộ tống được tách ra để áp sát với tốc độ 35 kn (65 km/h). Như trước đây, chiếc tàu ngầm quyết định không né tránh mà trực tiếp đối đầu, phóng ba quả ngư lôi vào đối thủ ở khoảng cách 1.500 yd (1.400 m) trước khi lặn sâu để chuẩn bị né tránh mìn sâu. Hai quả ngư lôi đã trúng đích ngay trên đầu chiếc tàu ngầm lúc nó đang ở độ sâu 80 ft (24 m), gây chấn động thậm chí mạnh hơn cả bom và mìn sâu mà đối phương thả xuống trong hai giờ tiếp theo.
Harder tiếp tục trinh sát Tawi-Tawi trong ngày 11 tháng 6, phát hiện thêm nhiều tàu tuần dương và tàu khu trục trong cảng; những tin tức tình báo này rất có giá trị đối với Đô đốc Raymond A. Spruance cho Trận chiến biển Philippine sắp diễn ra. Harder quay trở về căn cứ Darwin, Lãnh thổ Bắc Úc vào ngày 21 tháng 6 để tiếp thêm ngư lôi, rồi tuần tra trong biển Flores ở phía Nam Celebes với Chuẩn đô đốc Ralph Christie trên tàu. Nó kết thúc chuyến tuần tra khi quay về vào ngày 3 tháng 7. Kết quả của chuyến tuần tra tại khu vực Tawi-Tawi có tầm quan trọng đáng kể, không chỉ khiến đối phương tổn thất bốn tàu khu trục trong vòng bốn ngày, mà còn khiến Đô đốc Soemu Toyoda tin rằng cả một hải đội tàu ngầm Hoa Kỳ đang hoạt động trong khu vực, và Hạm đội Cơ động của Phó đô đốc Jisaburo Ozawa phải rời khỏi Tawi-Tawi sớm hơn dự định và làm đảo lộn kế hoạch chiến trận của phía Nhật Bản.

#### Chuyến tuần tra thứ sáu

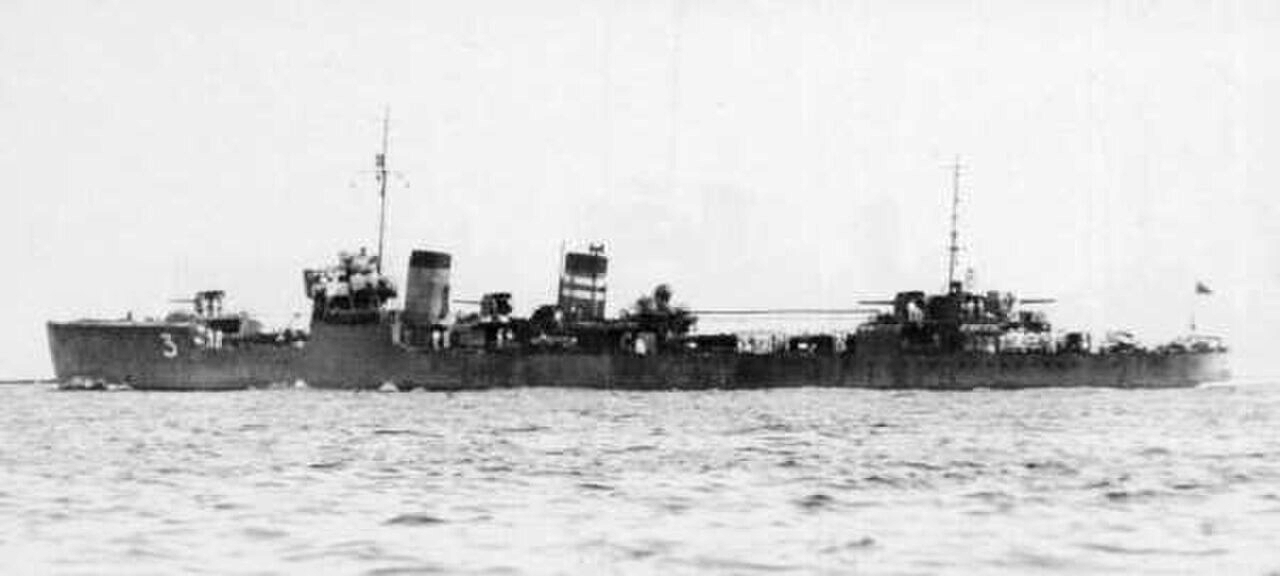
Tàu khu trục Asakaze vào khoảng năm 1924

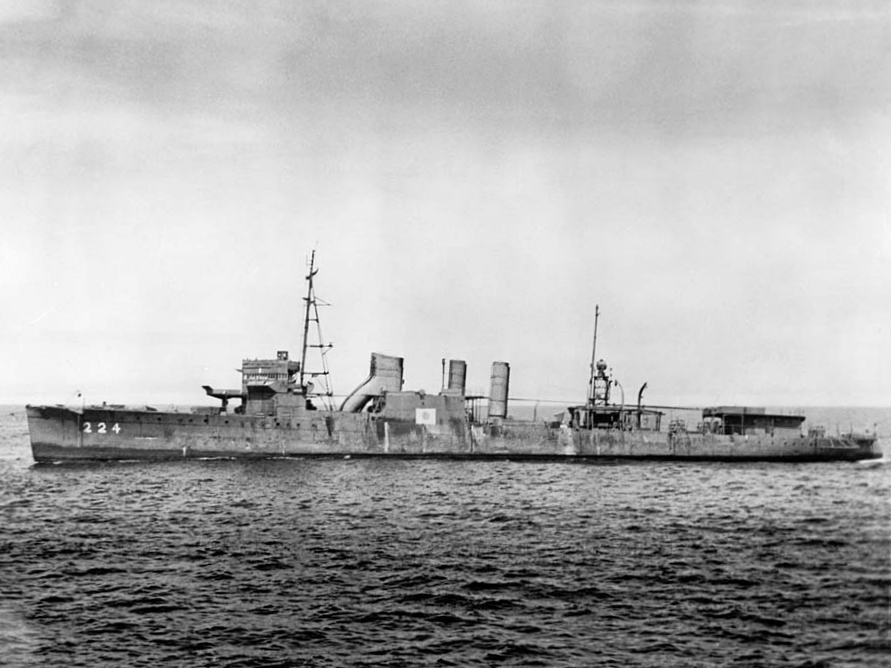
DD-224 sau khi được chiếm lại từ Hải quân Nhật Bản và tái biên chế cùng Hải quân Hoa Kỳ

Hoạt động trong thành phần một đội tấn công phối hợp "Bầy sói" vốn bao gồm các tàu ngầm chị em Hake (SS-256) và Haddo (SS-255), Harder khởi hành từ Fremantle vào ngày 5 tháng 8 cho chuyến tuần tra thứ sáu, cũng là chuyến cuối cùng của nó, tại khu vực biển Đông ngoài khơi đảo Luzon, Philippines. Vào ngày 21 tháng 8, Harder cùng với Haddo hợp sức với các tàu ngầm Ray (SS-271), Guitarro (SS-363) và Raton (SS-270) để tấn công một đoàn tàu vận tải ngoài khơi vịnh Palawan, Mindoro, đánh chìm được bốn tàu chở hành khách; một trong số đó có thể bởi Harder.
Sáng sớm hôm sau, Harder và Haddo tấn công ba tàu phòng thủ duyên hải ngoài khơi Bataan, nơi Harder đánh chìm các tàu frigate Matsuwa (860 tấn) và Hiburi (900 tấn), rồi hướng đến khu vực Pangasinan, Luzon. Đến sáng ngày 23 tháng 8, Haddo đã phóng ngư lôi đánh hỏng tàu khu trục Asakaze ngoài khơi mũi Bolinao, Asakaze được các tàu đánh cá đối phương kéo về vịnh Dasol. Haddo thông báo tình hình cho Harder và Hake rồi tách khỏi đội tác chiến để rút lui về Biak do đã dùng hết số ngư lôi mang theo.
Harder và Hake tiếp tục hoạt động tại vịnh Dasol để tìm kiếm mục tiêu mới. Lúc sáng sớm ngày 24 tháng 8, họ phát hiện hai tàu đối phương mà thoạt tiên được nhận dạng nhầm là một tàu quét mìn và tàu khu trục HTMS Phra Ruang của Hải quân Xiêm, nhưng sau đó được xác định lại là Tàu phòng thủ duyên hải 22 và Tàu tuần tra 102 (nguyên là tàu khu trục USS Stewart (DD-224) bị Hải quân Nhật trục vớt được tại Surabaya và tái sử dụng).
Khi Hake tiếp cận để tấn công, Tàu tuần tra 102 rút lui về hướng vịnh Dasol nên Hake không bắt kịp, và nó quay lại cùng với Harder. Sau đó cả hai chiếc tàu ngầm bị Tàu phòng thủ duyên hải 22 tấn công, thả 15 quả mìn sâu lúc 07 giờ 28 phút. Đợt tấn công này đã đánh chìm Harder ngoài khơi bờ biển phía Tây đảo Luzon, tại tọa độ 15°50′B 119°43′Đ / 15,833°B 119,717°Đ. Hải quân Hoa Kỳ công bố nó bị mất vào ngày 2 tháng 1, 1945.

## Phần thưởng
Harder được tặng thưởng danh hiệu Đơn vị Tuyên dương Tổng thống cùng sáu Ngôi sao Chiến trận do thành tích phục vụ trong Thế Chiến II. Nó được ghi công đã đánh chìm 16 tàu Nhật Bản bao gồm bốn tàu khu trục và hai tàu frigate với tổng tải trọng 54.002 tấn.
|  |                           |  |
|  | Silver star · Bronze star |  |

| Dãi băng Hoạt động Tác chiến  | Dãi băng Hoạt động Tác chiến                                            | Đơn vị Tuyên Dương Tổng thống                                           | Đơn vị Tuyên Dương Tổng thống        |
| Huân chương Chiến dịch Hoa Kỳ | Huân chương Chiến dịch Châu Á-Thái Bình Dương với 6 Ngôi sao Chiến trận | Huân chương Chiến dịch Châu Á-Thái Bình Dương với 6 Ngôi sao Chiến trận | Huân chương Chiến thắng Thế Chiến II |